# Granatnik Kampfpistole

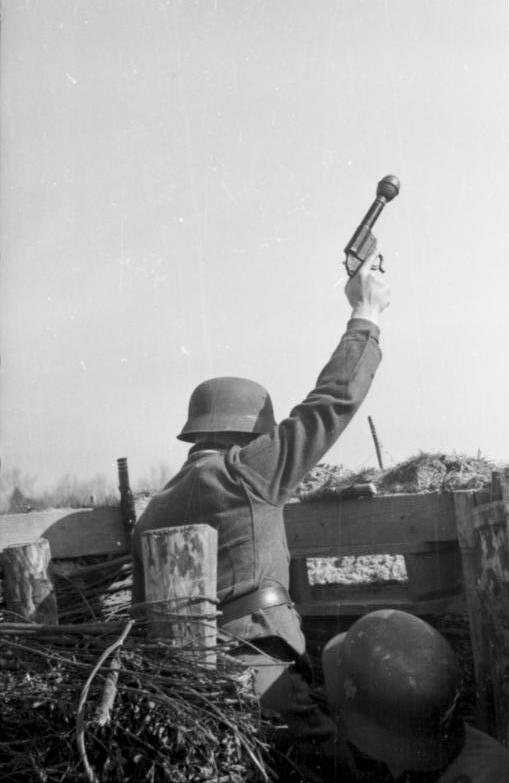
Żołnierz Wehrmachtu uzbrojony w Kampfpistole. Wał Atlantycki we Francji (1944)

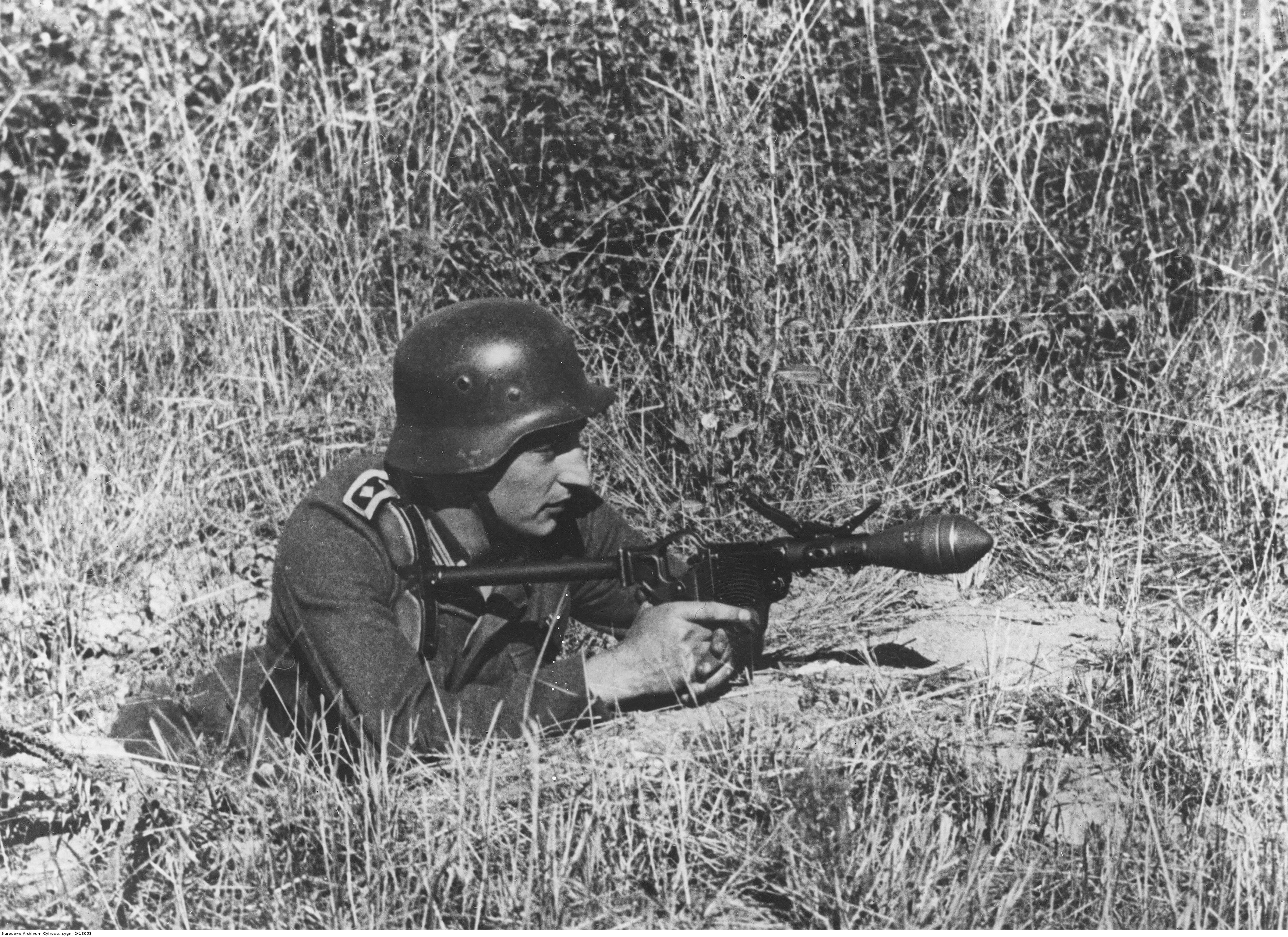
Żołnierz Wehrmachtu uzbrojony w Sturmpistole z głowicą Panzerwurfkörper 42 (1943)

Kampfpistole – niemiecki lekki granatnik z okresu II wojny światowej będący pochodną pistoletu sygnałowego Walthera 2,7 cm Leuchtpistole 42 (w skrócie LeuP 42).
Poza podstawową wersją Kampfpistole – granatnika kalibru 23 mm powstałego przez wyposażenie LeuP 42 w gwintowaną lufę wkładkową kalibru 23 mm – skonstruowano także:
- Kampfpistole „Z” – skonstruowana w 1942 wersja Kampfpistole o wzmocnionej konstrukcji, wyposażona w gwintowaną lufę wkładkową kalibru 23 mm.
- Sturmpistole – wersja wyposażona w gwintowaną lufę wkładkową kalibru 23 mm i kolbę składaną.

Z granatników tych można było wystrzeliwać następujące granaty:
- Z Kampfpistole, a także LeuP 42:
  - Wurfkorper 361 LP – głowica Stielhandgranate 24 lub Eihandgranate 39 wyposażona w drewniany, zakończony metalowymi tulejami trzonek długości 160 mm i średnicy 20 mm. Do jednej tulei była przykręcona głowica, druga pełniła funkcję łuski. Granat był ładowany odprzodowo. Zapalnik uderzeniowy lub ze zwłoką (4,5 s). Maksymalna donośność około 75–100 m.
  - Nebelgranate 42/11 – granat dymny o konstrukcji identycznej jak Wurfkorper 361 LP.
  - Wurfgranat Patrone 326 LP – granat odłamkowy kalibru 26 mm scalony z klasyczną łuską naboju do rakietnicy. Granat był stabilizowany brzechwami. Zasięg maksymalny wynosił do 500 m, ale zasięg strzału celowanego był znacznie mniejszy. Zapalnik uderzeniowy.
  - Sprenggranat Patrone LP – konstrukcja podobna do Wurfgranat Patrone 326 LP, ale ze znacznie cięższym granatem. Zasięg wynosił tylko 5 metrów. Używany głównie przez załogi czołgów (do zwalczania piechoty znajdującej się w bezpośredniej bliskości czołgu). Zapalnik uderzeniowy.
- Z Kampfpistole wyposażonego w lufę wkładkową 23 mm lub Sturmpistole:
  - Wurfkorper 361 KP – granat odłamkowy, wersja Wurfkorper 361 LP przystosowana do wystrzeliwania z lufy kalibru 23 mm.
  - Nebelpatrone 42/11 KP – granat dymny, wersja Nebelgranate 42/11 przystosowana do wystrzeliwania z lufy kalibru 23 mm.
  - Sprengpatrone für KP – granat odłamkowy kalibru 23 mm osadzony w skróconej łusce naboju do rakietnicy. Stabilizacja obrotowa. Zasięg maksymalny 100 m.
  - Panzerwurfkorper 42 LP – granat przeciwpancerny o działaniu kumulacyjnym. Przebijalność około 80 mm, zasięg maksymalny 80 m.
  - Nebelpatrone für KP – granat dymny.
  - Deutpatrone für KP – granat wskaźnikowy. Paląc się dawał czerwonobrązowy dym.
  - Fallschirm Leuchtpatrone für KP – granat oświetlający. Po około 3 s od momentu wystrzelenia z głowicy był wyrzucany ładunek oświetlający, opadający na spadochronie.
  - Fallschirm Signalpatrone für KP – granat sygnałowy (konstrukcja taka sama jak Fallschirm Leuchtpatrone für KP, ale ładunek świecący zielony).

## Dane taktyczno-techniczne
| Wzór                                             | Kampfpistole | Kampfpistole „Z” | Sturmpistole |
| Kaliber                                          | 27/23        | 27/23            | 27/23        |
| Masa broni niezaładowanej (kg)                   | ?            | 1,40             | 2,45         |
| Długość broni z kolbą rozłożoną (mm)             | –            | –                | 585          |
| Długość broni z kolbą złożoną lub bez kolby (mm) | 245          | 245              | ?            |
| Długość lufy (mm)                                | 155          | 155              | 180          |